# Norman Rockwell Museum
Het Norman Rockwell Museum is een museum in Stockbridge (Massachusetts) dat gewijd is aan het werk van de kunstschilder en illustrator Norman Rockwell.

## Achtergrond
Het museum werd in 1969 opgericht in Stockbridge, de plaats waar Rockwell de laatste 25 jaar van zijn leven woonde. Sinds 1993 bevindt het museum zich in het huidige gebouw dat werd ontworpen door Robert Arthur Morton Stern.
Het museum bezit 574 originele kunstwerken van Rockwell. Daarnaast beschikt het over het archief van Rockwell dat bestaat uit een collectie van meer dan 100.000 items, zoals foto's, fanmail en allerlei zakelijke documenten.
In 2008 werd het museum bekroond met de National Humanities Medal van de National Endowment for the Humanities.

## Galerij
Schilderijenserie Four Freedoms van Rockwell uit 1943, waarvoor hij zich had laten inspireren door de Four Freedoms-speech van de Amerikaanse president Franklin Delano Roosevelt uit 1941.
|  |  |
|  |  |